# Майера
Майера̀ (на италиански: Maierà) е село и община в Южна Италия, провинция Козенца, регион Калабрия. Разположено е на 360 m надморска височина. Населението на общината е 1238 души (към 2012 г.).